# 円月橋
円月橋（えんげつきょう）、ムーンブリッジ（Moon bridge）は、中国庭園や日本庭園で見られる大きく湾曲したアーチ状の歩行橋である。円月橋は中国で考案され、その後日本へと伝えられた。「偃月橋（えんげつきょう）」という名称の庭園もある（栗林公園など）。
形式的な設計の庭園では、円月橋は水面にその姿が反射するように配置される。高いアーチと水面に映った影で形成された円は、満月を象徴している。

## 構造
小石川後楽園円月橋の例では石造単アーチ橋で、立面はアーチ部の迫石と壁石からなる。内部は中詰め石が詰められており、中詰め石同士や中詰め石と壁石は銅チギリで固定されている。また、段石は、アーチの最下段に踏み石2個があって段石を支持するとともに最下端の親柱を押さえており、その次に段石12個が並んでおり鉄ダボと砂漆喰で中詰石と固定されている。さらにその上のアーチの上部に敷石19個があり、段石と敷石の下には黒土が密に詰められ、段石や敷石は砂漆喰で固定されている。

## 円月橋の例
- 小石川後楽園 円月橋[5]
- 栗林公園 偃月橋[4]

## ギャラリー

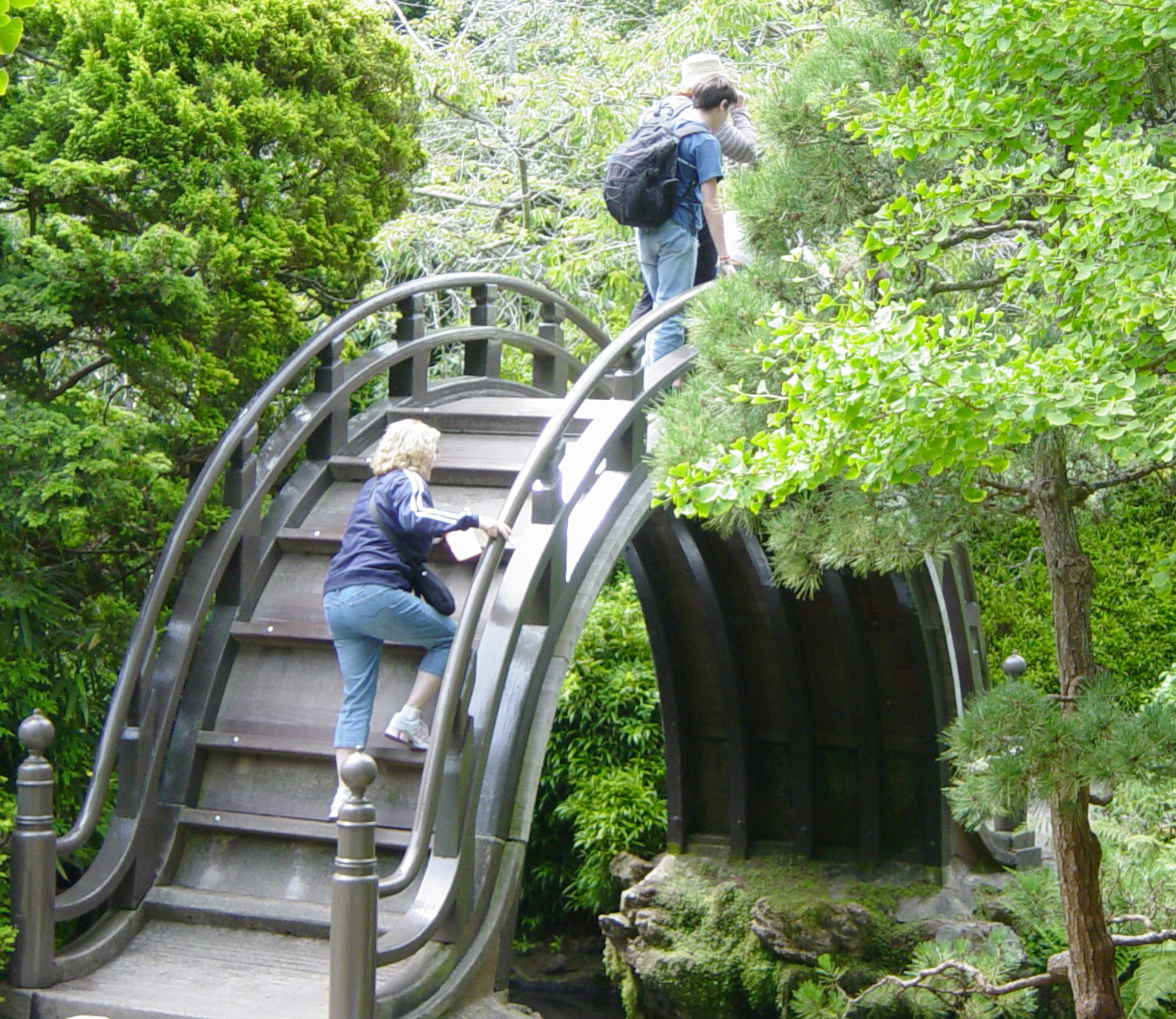
カリフォルニア州サンフランシスコのゴールデンゲートパークにあるジャパニーズ・ティー・ガーデンにある木製の円月橋。
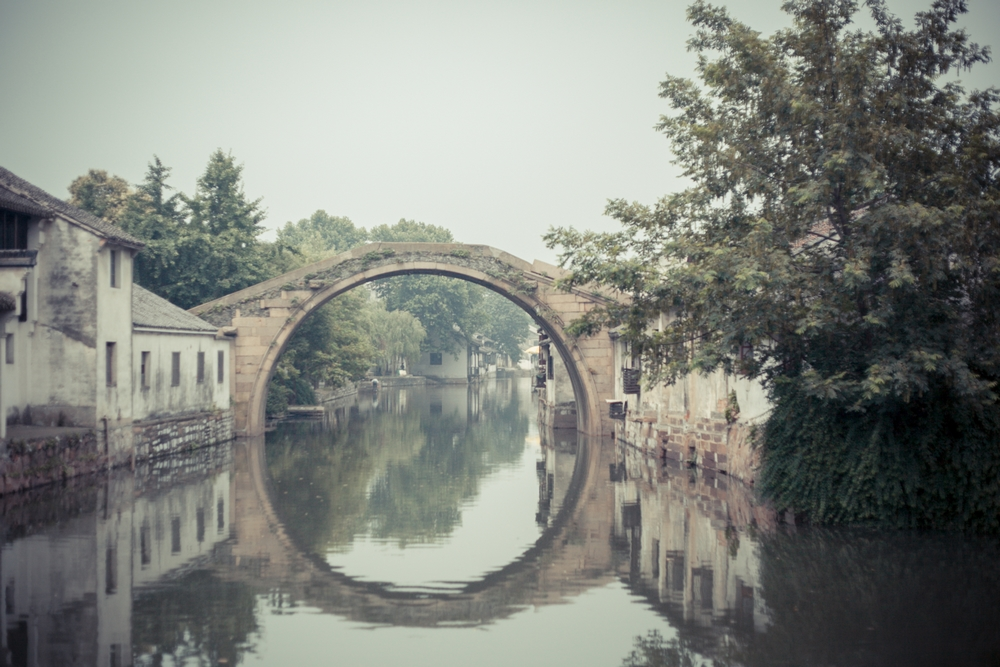
橋と水面に映った影で円が形成された、浙江省南潯鎮（英語版）にある洪済橋。
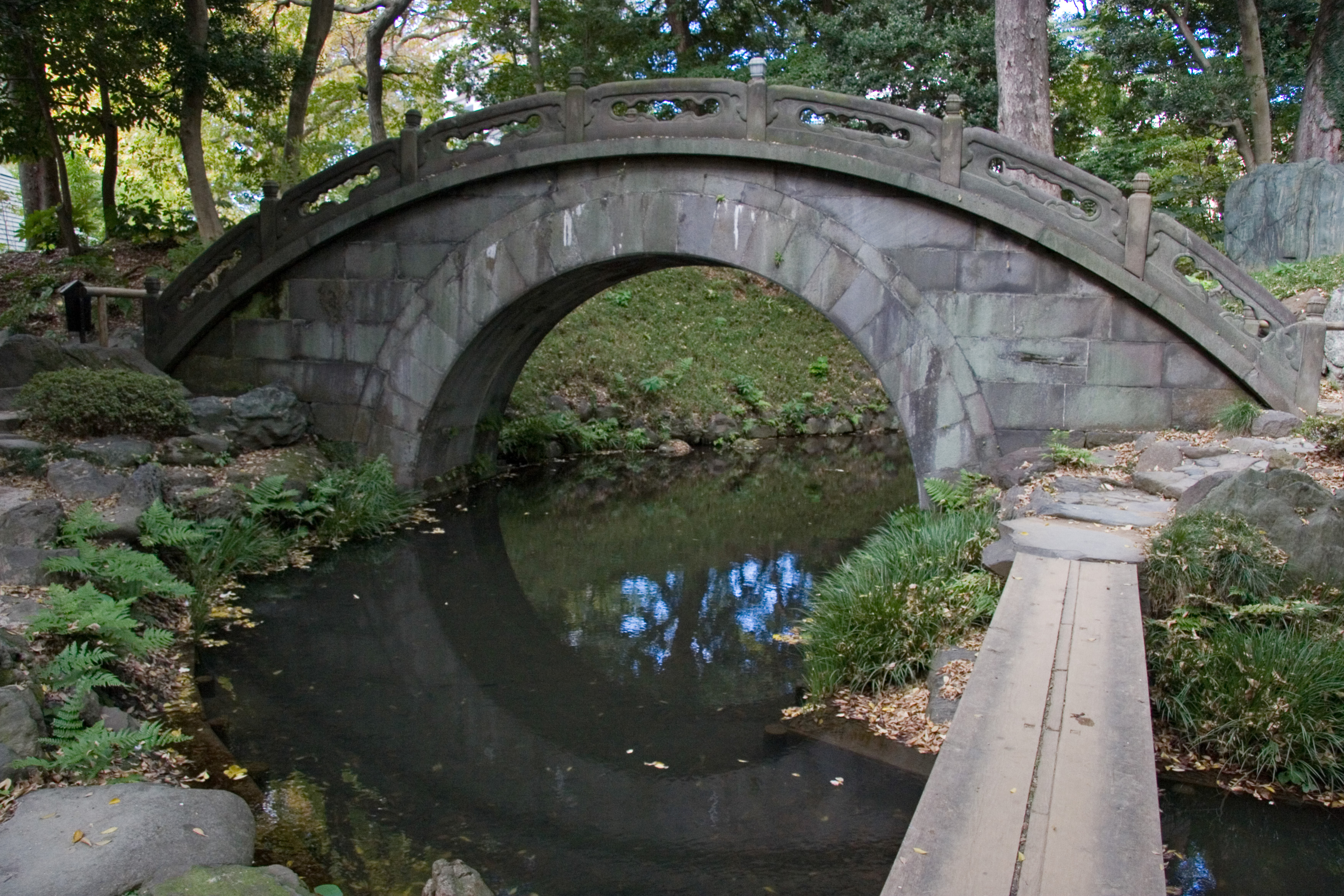
小石川後楽園の円月橋